# 詹卢卡·巴西莱

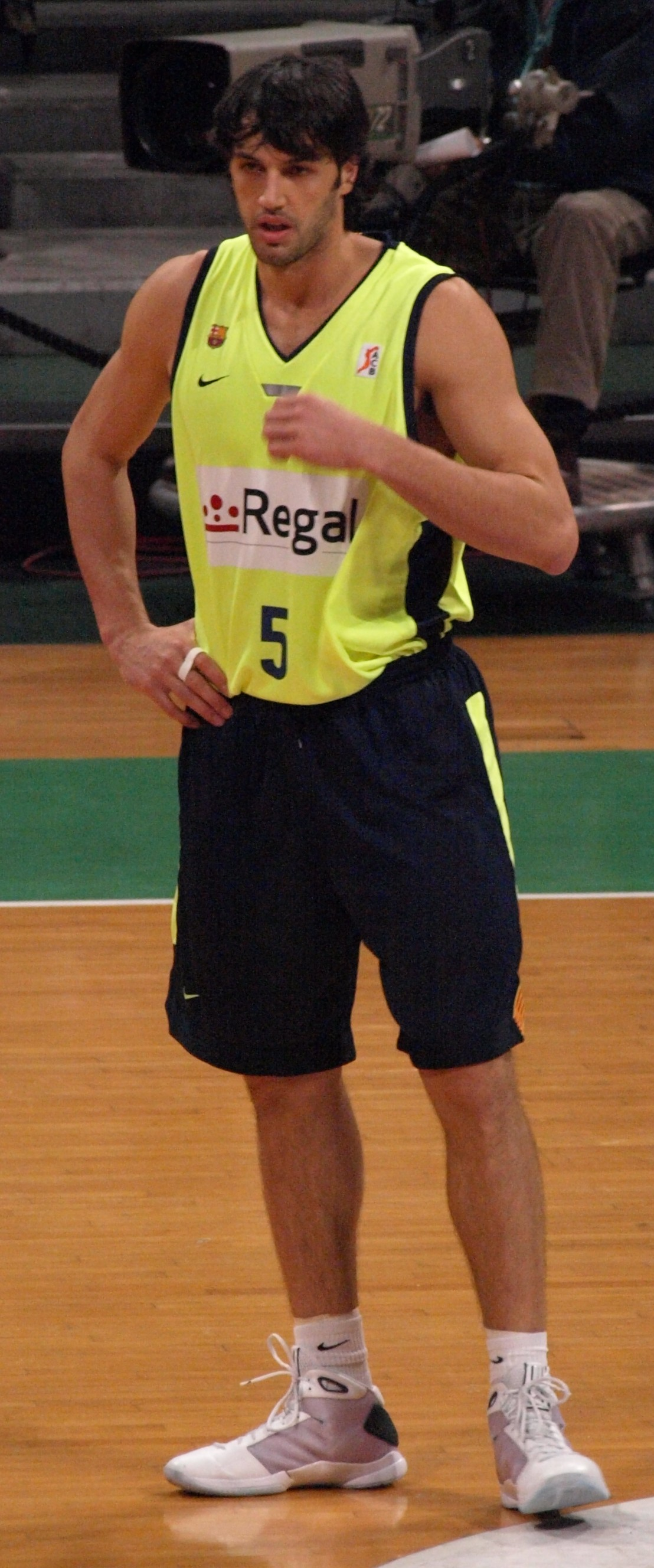
詹卢卡·巴西莱

詹卢卡·巴西莱（義大利語：Gianluca Basile，1975年1月24日—），意大利男子籃球運動員。他曾代表意大利國家男子籃球隊參賽，幫助意大利在2004年雅典奧運會獲得銀牌。他也曾經是意大利國家隊的隊長。